# Odontosyllis polyodonta
Odontosyllis polyodonta är en ringmaskart som beskrevs av Saint Joseph 1887. Odontosyllis polyodonta ingår i släktet Odontosyllis och familjen Syllidae. Arten har ej påträffats i Sverige. Inga underarter finns listade i Catalogue of Life.